# Östra Finlands hovrätt

Östra Finlands hovrätt innan 2019.

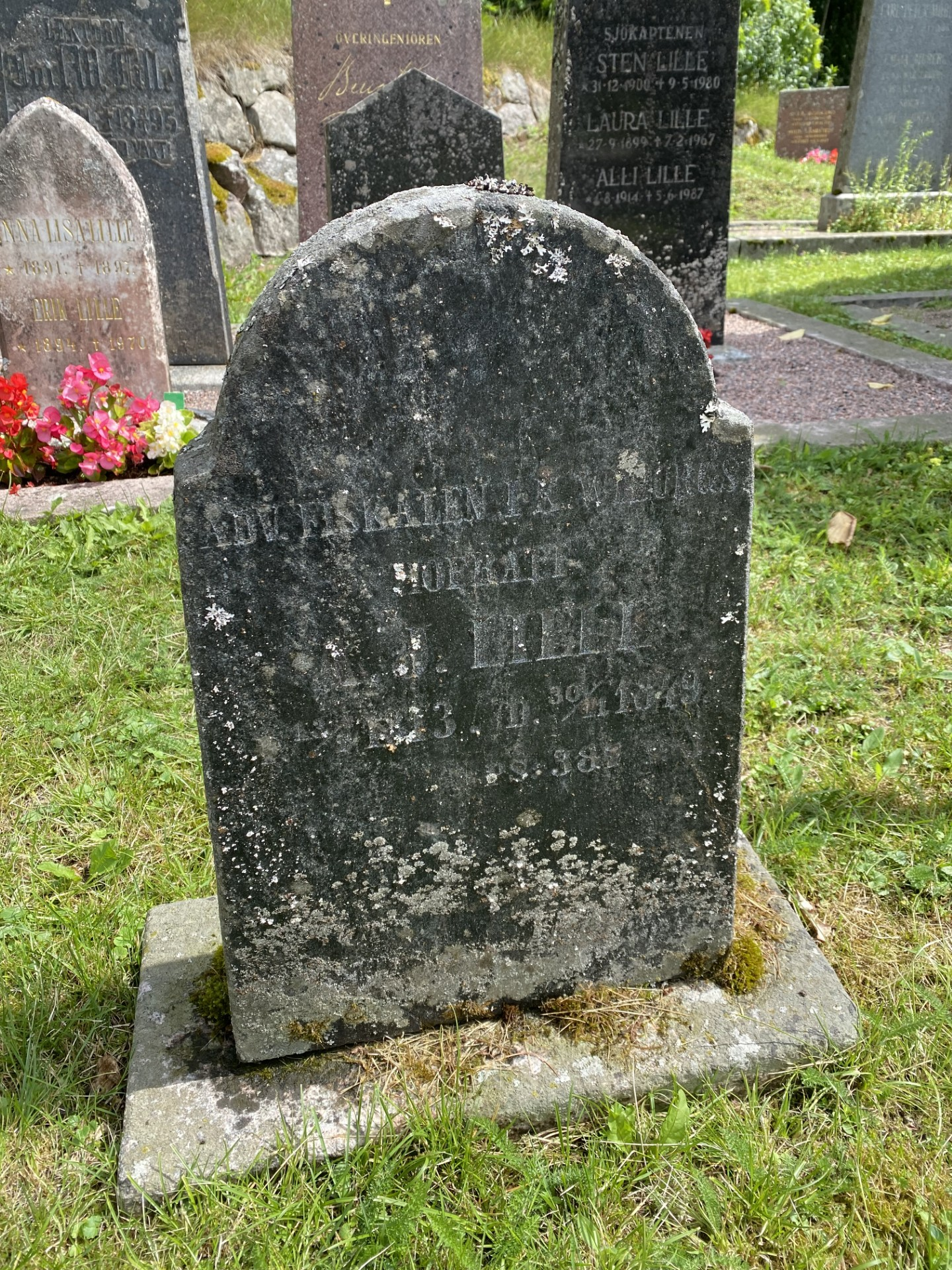
Spår av Viborgs hovrätt hittas fortfarande omkring Finland. Bilden visar adv. fiskalen A. J. Lilles gravsten på Sjundeå begravningsplats.

Östra Finlands hovrätt (finska: Itä-Suomen hovioikeus) är en hovrätt i Kuopio som grundades 1839 som Viborgs hovrätt men 1940 flyttades från Viborg och erhöll sitt nuvarande namn 1945.
När Kouvola hovrätt slogs samman med Östra Finlands hovrätt 2014 överfördes Kymmenedalens tingsrätt, Päijänne-Tavastlands tingsrätt och Södra Karelens tingsrätt.
I den indelning som infördes 2019 finns det tingsrätterna Norra Karelens tingsrätt, Kymmenedalens tingsrätt, Norra Savolax tingsrätt, Päijänne-Tavastlands tingsrätt, Södra Karelens tingsrätt och Södra Savolax tingsrätt.